# عبدالله انوار
سیّد عبدالله انوار (۱۸ مرداد ۱۳۰۳ – ۱۸ اسفند ۱۴۰۱) دانشمند،فیلسوف،ریاضی دان،منطق دان،حقوقدان،ادیب و مترجم ایرانی و از پیش‌کسوتان معاصر نسخه‌شناسی در ایران بود. وی در علوم مختلفی از جمله ریاضیات، منطق و موسیقی صاحب‌نظر بود و به متون کهن ادبی، فلسفی و تاریخی نیز تسلط داشت. از همین‌روی به جامع معقول و منقول و ابن‌سینای زمانه نامبردار گردیده‌است.
وی بیش از ۲۰ سال رئیس بخش نسخ خطی کتابخانه ملی ایران بود و در طول دوران کاری خود حدود ۱۰ جلد فهرست نسخه‌های خطی به فارسی و عربی را تدوین کرد. وی یکی از حروف (مجلدات) لغت‌نامه دهخدا را نیز تدوین کرده‌است. او مسلط به سه زبان عربی، انگلیسی و فرانسه بود و اکنون ترجمه و شرح شفاء ابن‌سینا از او در دست چاپ است. عبدالله انوار، دارای تصحیحات بسیاری بود که از مهم‌ترین و مشهورترین آن‌ها می‌توان به جهانگشای نادری اشاره کرد.

## زندگی

### اوایل
سیّد عبدالله انوار در سال ۱۳۰۳ خورشیدی در تهران متولّد شد. پدرش، سیّد یعقوب انوار شیرازی، از علما و مجتهدان و فعّالان مشروطه‌خواه و نمایندهٔ مجلس بود و در حوزه علمیه نیز تدریس می‌کرد. نسب خانواده انوار به فقیه عصر صفوی سید نعمت‌الله جزایری می‌رسید و نام خانوادگی انوار نیز از کتاب او انوار نعمانیه گرفته شده‌است.
مادرش دختر عموی میرزا علی‌خان امین‌الدوله بود.

### دانشگاه
انوار در سال ۱۳۲۱ وارد دانشگاه شد. سال ششم دبیرستان بود که هم‌زمان در سال اول رشته حقوق نیز درس می‌خواند. در آن سال‌ها حضور در کلاس درس در سال ششم دبیرستان رفتن به کلاس‌ها اختیاری بود و حضور و غیابی انجام نمی‌شد.
در ایران آن زمان تنها یک مدرسه حقوق وجود داشت و فقط چهل دانشجو می‌گرفت. این دانشگاه یگانه دانشگاه ایران بود که کنکور داشت و کنکور آن هم سه‌زبانه بود؛ یعنی آزمون آن به زبان‌های فارسی، انگلیسی یا فرانسوی و عربی برگزار می‌شد؛ و دانشجویان باید این سه زبان را می‌دانستند تا بتوانند به سؤالات پاسخ دهند.
خود وی برگزیدن رشته حقوق را به صرف دانشگاه رفتن می‌داند. به هر روی پدر با ادامه تحصیل وی در رشته حقوق مخالفت کرد. وی دلیل مخالفت پدر را چنین بیان می‌کند.
این جمله او را به خوبی به خاطر می‌آورم که در اعتراض به قبول شدنم در دانشگاه حقوق می‌گفت: «انسان امور اعتباری را جایگزین امور عقلی نمی‌کند، تا امر عقلی هست به امر اعتباری نباید پرداخت؛ لذا به‌جای این‌که بیایی فلسفه یا ریاضی بخوانی چرا به مدرسه حقوق می‌روی که بیش‌تر مباحثش امور اعتباری است؟»
بنابراین به امر پدر به دانشسرای عالی رفت و در رشته ریاضی شروع به تحصیل کرد و توانست از استادانی همچون دکتر هشترودی و استادانی که تازه از پاریس برگشته بودند، استفاده کند. تبحر او بیش‌تر در سه علم ریاضی، منطق و موسیقی است. هر چند در کنار این سه مسلط بر علوم اسلامی و فلسفه نیز هست؛ شایان توجه است که سید عبدالله انوار در کنار آموزش آکادمیک، با نظارت پدر اقدام به فراگیری دروس حوزوی نموده‌است. او در ایام جوانی کتاب شرح المنظومه سبزواری را بر مرتضی مطهری خوانده‌است.

### تدریس
انوار پس از فارغ‌التحصیلی و انجام خدمت سربازی در وزارت فرهنگ و هنر استخدام شد و به مدت پنج سال در مدارس متوسطه انگلیسی تدریس کرد. بیشتر محافل تدریس انوار در منزل شخصی او برگزار می‌گردید و تا آخرین روزهای حیات او نیز دروس او در منطق، ادبیات عرب، فقه و… برقرار بود که در جمع محدودی از شاگردان بیان می‌شد. مقامات بدیع‌الزمان همدانی، مکاسب مرتضی انصاری، درة التاج علامه قطب‌الدین شیرازی و التحصیل بهمنیار آخرین کتاب‌هایی بودند که توسط وی تدریس شدند.

### یادمان
یکی از خیابان‌های فرعی بلوار میردامادِ تهران، که پیش‌تر با نام «شنگرف» نام‌گذاری و به آرشیو ملی ایران ختم می‌شود، در سالِ ۱۳۹۷ به نامِ انوار نامیده شد.
همچنین به مناسبت بزرگداشت صدمین سال تولد وی، کتابخانه شخصی ایشان که بالغ بر شش هزار کتاب به زبان‌های فارسی، عربی و لاتین و نیز کتاب‌های چاپ سنگی و خطی است به سازمان اسناد و کتابخانه ملی ایران انتقال داده شد و در تاریخ ۳ مرداد ۱۴۰۳، تالاری با نام تالار استاد سید عبدالله انوار در این مکان افتتاح گردید.

### درگذشت
وی که پس از یک دوره درمان برای نارسایی کلیه در بیمارستان بستری بود در روز ۱۸ اسفند ۱۴۰۱ در ۹۸ سالگی در منزل شخصی خود درگذشت.
مراسم تشییع پیکر عبدالله انوار روز شنبه، ۲۰ اسفند در سالن همایش‌های کتابخانه ملی ایران با نمایش فیلمی از وی که در آن به معرفی زندگی خود و خانواده‌اش و مرور فعالیت‌هایش می‌پردازد، با حضور جمعی از پژوهشگران برگزار شد. بعد از آن پیکر وی در گورستان ابن بابویه در جوار پدرش به خاک سپرده شد.

## آثار
- شرح و ترجمه ۲۲ جلد کتاب شفای بوعلی‌سینا (غیر از دو دفترِ جوامع علم موسیقی و حساب که بنیاد علمی و فرهنگی بوعلی سینا چاپ کرده، این مجموعه منتشر نشده‌است)[۹][۱۰]
- شرح و ترجمه «شرح اشارات» خواجه نصیر
- تعلیقه مفصل بر دانشنامه علایی ابن‌سینا
- ترجمه مقاصدالفلاسفه غزالی
- ترجمه شرح تلویحات شیخ اشراق
- ترجمه و شرح منطق‌الملخص امام فخر رازی
- شرح و تعلیقه دره‌التاجدره‌التاج علامه قطب‌الدین شیرازی
- شرح و تعلیقه بر مصنفات بابا افضل کاشی نوش‌آبادی
- شرح موسیقی‌الکبیر فارابی
- شرح فرائدالاصول شیخ مرتضی انصاری
- شرح متافیزیک ارسطو
- ترجمه جستارهای فلسفی ویتگنشتاین
- ترجمه تطور حیات، برگسون
- ترجمهٔ حکومت الهی اثر سنت توماس آگوستین
- ترجمه سمبولیسم در دین
- متن و تعلیقات اساس الاقتباس خواجه نصیر الدین طوسی
- تصحیح جهانگشای نادری
- مقدمه بر شرح اخلاق جلالی محمد یوسف‌علی هندی
- خاطراتی از استاد سید عبدالله انوار (۱۴۰۳)